# Euphorbia primulifolia
Euphorbia primulifolia es una especie fanerógama perteneciente a la familia de las euforbiáceas. Es endémica de Madagascar.

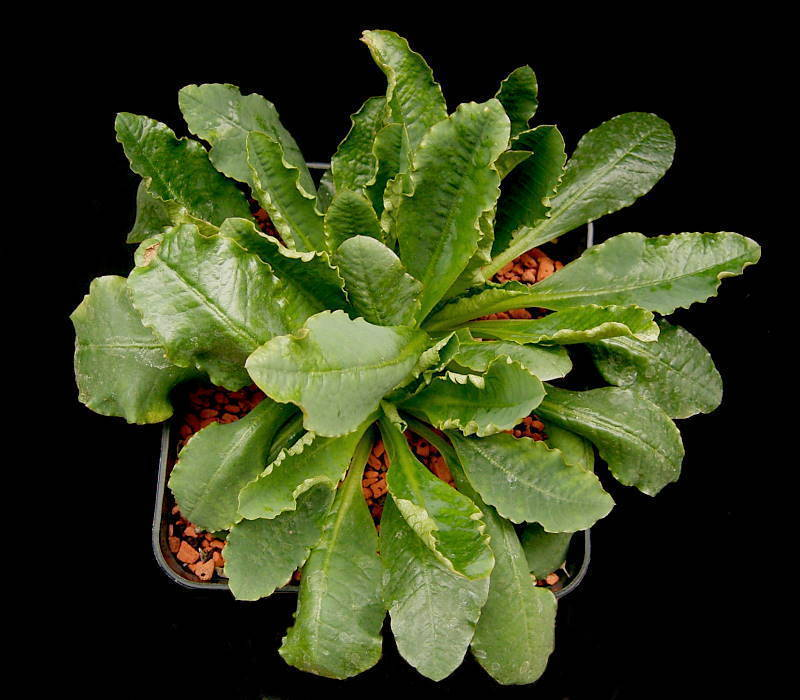
Vista de la planta

## Hábitat
Su naturales hábitats son las estacionalmente húmedas tierras bajas inundadas o pastizales tropicales o subtropicales o en gran altitud los pastizales, y zonas rocosas. Está amenazado por la pérdida de hábitat.

## Descripción
Es una planta suculenta tuberosa con inflorescencias en ciatios.

## Taxonomía
Euphorbia primulifolia fue descrita por John Gilbert Baker y publicado en J. Linn. Soc., Bot. 18: 278. 1880.
Etimología
Euphorbia: nombre genérico que deriva del médico griego del rey Juba II de Mauritania (52 a 50 a. C. - 23), Euphorbus, en su honor – o en alusión a su gran vientre –  ya que usaba médicamente Euphorbia resinifera. En 1753 Carlos Linneo asignó el nombre a todo el género.
primulifolia: epíteto latino que significa "con hojas como Primula".
Variedades
- Euphorbia primulifolia var. begardii Cremers 1984
- Euphorbia primulifolia var. primulifolia

Sinonimia
- Euphorbia subapoda Baill. (1887).[5][6]